# Allez-vous coucher !
Pour les articles homonymes, voir All Night.
Pour plus de détails, voir Fiche technique et Distribution.
Allez-vous coucher ! (titre original : All Night) est un film muet américain réalisé par Paul Powell et sorti en 1918.
Le film, produit par Bluebird Photoplays, est sorti en DVD en 2005, publié par Grapevine Video,.

## Synopsis
Un homme timide et modeste nommé Richard Thayer (Valentino) est amoureux d'une jeune femme inaccessible, Beth Lane (Myers). Richard veut proposer, mais il ne peut jamais constater qu'un moment parle à Beth seule, comme elle est toujours entourée par des admirateurs et son père protecteur à l'excès (Wadsworth Harris).
Richard explique sa situation à ses amis, le jeune couple marié William et Maude Harcourt (Charles Dorian and Mary Warren). Ils consentent à aider en invitant Richard et Beth à un dîner privé chez eux. Le père de Beth consent à la laisser dîner avec le Harcourts, mais insiste elle être à la maison avant 23h00.
En soirée du dîner, William Harcourt reçoit un télégramme d'un associé éventuel, Bradford (William Dyer), l'informant qu'il arrive cette nuit pour une visite surprise. L'annonce jette le Harcourts dans une panique. William a récemment hypothéqué sa maison et l'épargne de vie pour acheter à une mine de cuivre ; il compte sur un investissement 1 000 000 $ de Bradford pour sauver son affaire et maison. Il n'a pas de serviteurs pour accueillir le millionnaire, les ayant renvoyés plus tôt le jour dans un mouvement de rage.
Les quatre amis conçoivent un plan : Richard et Beth se feront passer pour le Harcourts; Harcourts réel jouera les serviteurs parce qu'ils sont familiers de la disposition de leur maison. Le plan marche initialement, mais les choses détériorent rapidement quand Bradford, un homme excentrique et autoritaire, commence à flirter avec Maude Harcourt et à insister pour que Richard et Beth dorment pour la nuit.

## Fiche technique
- Titre original : All Night
- Réalisation : Paul Powell
- Scénario : Fred Myton

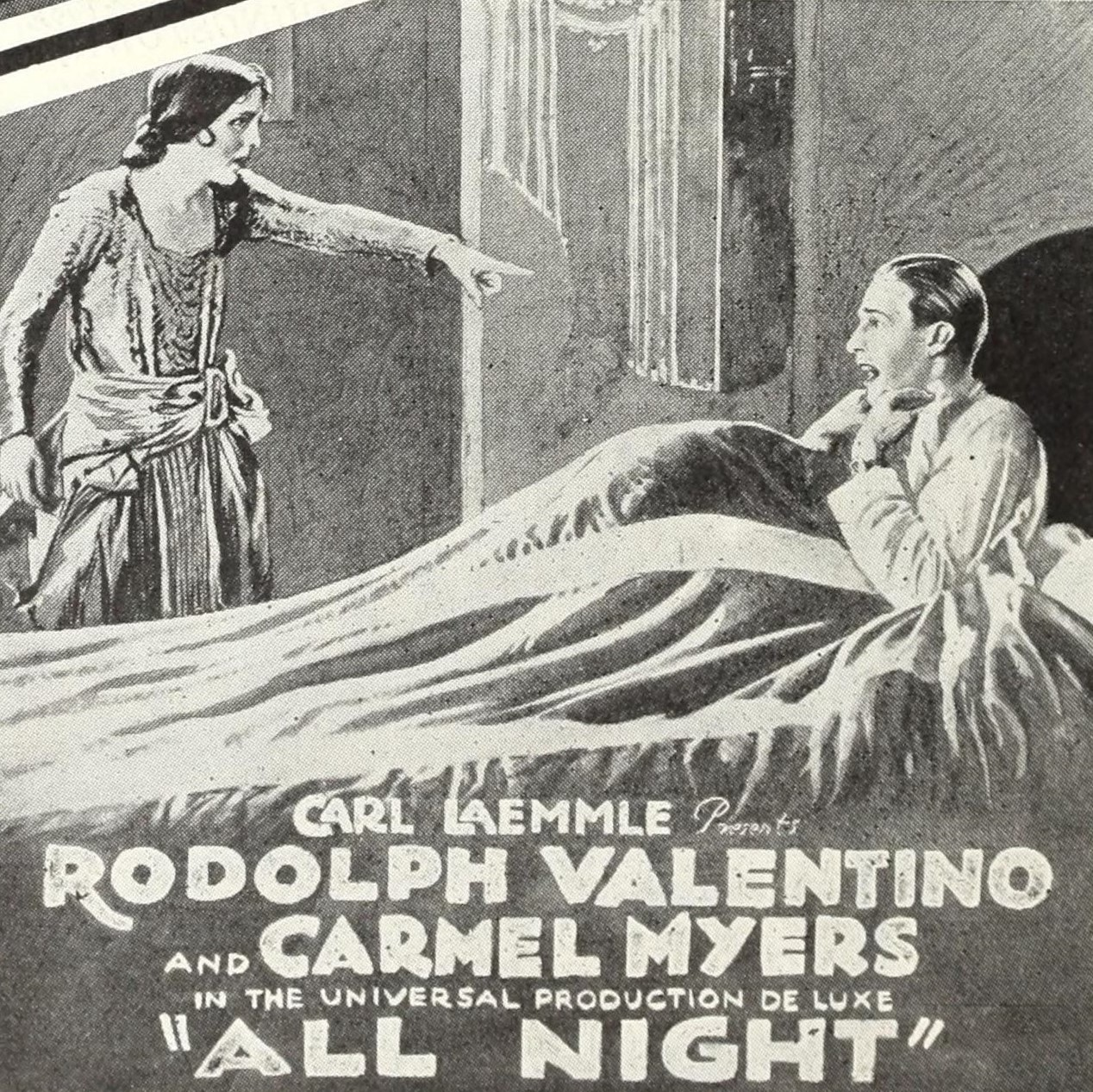
Publicité américain pour la resortie 1922

- Société de production : Bluebird Photoplays
- Pays de production :  États-Unis
- Format : Noir et blanc - film muet
- Genre : Comédie
- Durée : 57 minutes
- Dates de sortie :
  - États-Unis : 30 novembre 1918
  - France : 5 décembre 1919

## Distribution

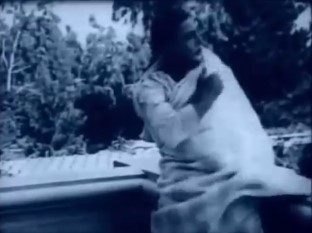
Rudolph Valentino dans le film

- Carmel Myers : Elizabeth "Beth" Lane
- Rudolpho di Valentina : Richard "Dick" Thayer
- Charles Dorian : William Harcourt
- Mary Warren : Maude Harcourt
- William Dyer : Bradford
- Wadsworth Harris : Col. Lane
- Jack Hull : le maître d'hôtel

## Production
Allez-vous coucher ! est l'un des tout premiers films de Rudolph Valentino, et le seul où il joue un rôle de comédie. Par contraste avec le personnage de « grand amant » qu'il interpréta souvent à l'écran, son personnage de Richard Thayer est timide. Pour ce film, Valentino a, par ailleurs, joué plusieurs scènes physiques et des chutes sur le derrière, y compris la chute d'une fenêtre dans un baril d'eau.